# Gemerské Dechtáre
Gemerské Dechtáre este o comună slovacă, aflată în districtul Rimavská Sobota din regiunea Banská Bystrica. Localitatea se află la altitudinea de 206 m deasupra n.m., se întinde pe o suprafață de 20,2 km2 și în 2017 număra 438 de locuitori.

## Istoric
Localitatea Gemerské Dechtáre este atestată documentar din 1246.

## Demografie
| An:                | 1994 | 2004   | 2014   | 2024   |
| ------------------ | ---- | ------ | ------ | ------ |
| Număr de persoane: | 488  | 448    | 442    | 413    |
| Diferență:         |      | −8,19% | −1,33% | −6,56% |

| An:                | 2023 | 2024   |
| ------------------ | ---- | ------ |
| Număr de persoane: | 417  | 413    |
| Diferență:         |      | −0,95% |